# پژو ۲۰۷
پژو ۲۰۷ (به انگلیسی: Peugeot 207) خودرویی است که از سال ۲۰۰۶ تا ۲۰۱۴ توسط خودروسازی فرانسوی پژو در فرانسه، اسپانیا و اسلواکی تولید می‌شد. طراحی آن موتور جلو-محور جلو بوده و طول آن در حالت طبیعی ۴٬۰۴۵ میلیمتر (۱۵۹٫۳ اینچ)، عرض آن در حالت طبیعی ۱٬۷۴۸ میلیمتر (۶۸٫۸ اینچ) و ارتفاع آن در حالت طبیعی ۱٬۴۷۲ میلیمتر (۵۸٫۰ اینچ) است. این خودرو در سال ۲۰۰۶ در نمایشگاه خودرو ژنو ارائه شد و در آوریل ۲۰۰۶ به‌عنوان جانشین پژو ۲۰۶ تولید شد. پلتفرم این خودرو با سیتروئن سی۳ مشترک است.
این خودرو با خودروی پژو ۲۰۷آی تولید شده در ایران بسیار تفاوت داشته و خودرویی که با نام ۲۰۷ در ایران تولید و عرضه می‌شود در واقع فیس‌لیفت پژو ۲۰۶ است که پژو ۲۰۶ پلاس نام دارد و طراحی آن توسط پژو برزیل انجام شده‌است. در سطح بین‌المللی، در آوریل ۲۰۱۲، پژو ۲۰۸ جایگزین این خودرو شد. پژو ۲۰۷ در سال ۲۰۰۶ از زبان طراحی جدید پژو بهره می‌برد. ۲۰۷ نسبت به رقبای خود ایمن‌تر بود و کیفیت به‌مراتب بالاتری داشت اما در نسخه RC هاچ‌بک به‌خوبی رقبای خود نبود. ۲۰۷ RC از پیشرانهٔ کم‌توانی استفاده می‌کرد که با مینی کوپر S مشترک است.

## عرضه
۲۰۷ در آوریل ۲۰۰۶ به بازارهای فرانسه، ایتالیا و اسپانیا آمد و کمی بعد از آن، وارد دیگر کشورهای اروپایی و غرب آسیا شد. در ژانویه ۲۰۰۴، پژو تصمیم گرفت که ۲۰۷ را در رایتون تولید نکند.
این خودرو در ۸ ژوئن ۲۰۰۶ وارد بریتانیا شد. در همان روز، تعدادی از کارکنان شرکت خودروسازی رایتن پلنت علیه خودروهای دو کارخانهٔ سیتروئن و پژو تظاهراتی به راه انداختند که به نام «تحریم پژو سیتروئن» معروف شد. اعتراض کارگران به‌دلیل تصمیم شرکت پژو برای بستن کارخانه رایتن پلنت که زیرشاخه‌ای از پژو بود، رخ داد. با وجود چنین تحریم‌هایی توسط برخی از مردم، فروش پژو در بریتانیا بیشتر شد.
قبل از عرضه، پژو کمپینی را برای ۲۰۷ در MSN به راه انداخت.

## طراحی و ویژگی‌ها
۲۰۷ جانشین ۲۰۶ بود. ۲۰۷ بر اساس نسخه‌ای اصلاح شده از پلتفرم مورد استفاده برای سیتروئن سی۳ ساخته شد و در پوآسی (فرانسه)، مادرید (اسپانیا) و یک کارخانه جدید در ترناوا، اسلواکی مونتاژ شد.
در ابتدا، سه موتور بنزینی برای این خودرو در دسترس بود: ۱٫۴ لیتری ۸ سوپاپ با قدرت ۷۵ اسب بخار، ۱۶ سوپاپ با قدرت ۹۰ اسب بخار (۶۷ کیلووات؛ ۹۱ اسب بخار متری) و ۱٫۶ لیتری ۱۶ سوپاپ با قدرت ۱۱۰ اسب بخار ترمز (۸۲ کیلووات؛ ۱۱۲ اسب بخار متری). از پایان سال ۲۰۰۶، مدل‌های ۱٫۴ و ۱٫۶ ۱۶ سوپاپ با موتورهای جدید 1.4 vti با قدرت ۹۵ اسب بخار ترمز (۷۱ کیلووات؛ ۹۶ اسب بخار متری) و 1.6 vti با قدرت ۱۲۰ اسب بخار ترمز (۸۹ کیلووات؛ ۱۲۲ اسب بخار متری) Valvetronic جایگزین شدند.
دو مدل دارای توربوشارژر و اینترکولر، یکی با قدرت ۱۵۰ اسب بخار ترمز (۱۱۲ کیلووات؛ ۱۵۲ اسب بخار متری) و دیگری با قدرت ۱۷۵ اسب بخار ترمز (۱۳۰ کیلووات؛ ۱۷۷ اسب بخار متری) نیز بعدتر به مجموعه اضافه شدند. چهار موتور اخیر حاصل توافق همکاری بین گروه پی‌اس‌ای و ب‌ام‌و بودند و همچنین در مینی کوپر اس نیز مورد استفاده قرار گرفته‌اند. موتورهای دیزلی موجود نیز عبارتند از ۱٫۴ لیتری با قدرت ۷۰ اسب بخار (۵۲ کیلووات) یا ۱٫۶ لیتری HDi با حداکثر توان خروجی ۹۰ اسب بخار (۶۷ کیلووات) یا ۱۱۰ اسب بخار (۸۲ کیلووات)؛ که در دومی یک اینترکولر به‌کار رفته‌است.
۲۰۷ در بدنه‌های هاچ‌بک سه یا پنج در و استیشن واگن (۲۰۷ SW) عرضه شد. ۲۰۷ کوپه کابریولت (۲۰۷ CC) در دسامبر ۲۰۰۶ و به عنوان جایگزینی برای مدل قدیمی ۲۰۶ سی‌سی معرفی شد. برای این مدل تنها دو موتور ۱٫۶ لیتری HDi یا ۱٫۶ لیتری Vti قابل انتخاب بودند.
مدل پانل ون ۲۰۷ با نام ۲۰۷ ون در نمایشگاه وسایل نقلیهٔ تجاری در بیرمنگام انگلستان رونمایی و در بریتانیا فروخته شد. این مدل در اکثر بازارهای دیگر مانند فرانسه که با نام ۲۰۷ Affaire به بازار عرضه می‌شد به‌مانند مدل عادی دارای شیشه‌های جانبی عقب بود.
مدل GTI (یا RC در برخی بازارها) نیز با موتور ۱٫۶ لیتری توربوشارژر THP175 با قدرت ۱۷۵ اسب بخار (۱۳۰ کیلووات) موجود بود. مدل GT (یا Limitee) نیز با موتور ۱٫۶ لیتری توربوشارژر THP150 با قدرت ۱۵۰ اسب بخار (۱۱۰ کیلووات) به فروش می‌رسید و همچنین دارای سقف شیشه‌ای بود. هر دو مدل GTI و GT منحصراً با گیربکس دستی فروخته می‌شدند.
فیس‌لیفت ۲۰۷ در ژوئیه ۲۰۰۹ معرفی شد. این فیس‌لیفت دارای جلوپنجره‌ای کوچک‌تر، چراغ‌های اصلاح شده در جلو (از جمله محفظه‌های جدید چراغ‌های مه‌شکن) و چراغ‌های LED در عقب بود. برخی تغییرات نرم‌افزاری نیز در مدیریت موتور انجام شد و قدرت مدل GTI را از ۱۷۵ اسب بخار (۱۳۰ کیلووات) به ۱۸۴ اسب بخار (۱۳۷ کیلووات) افزایش داد.

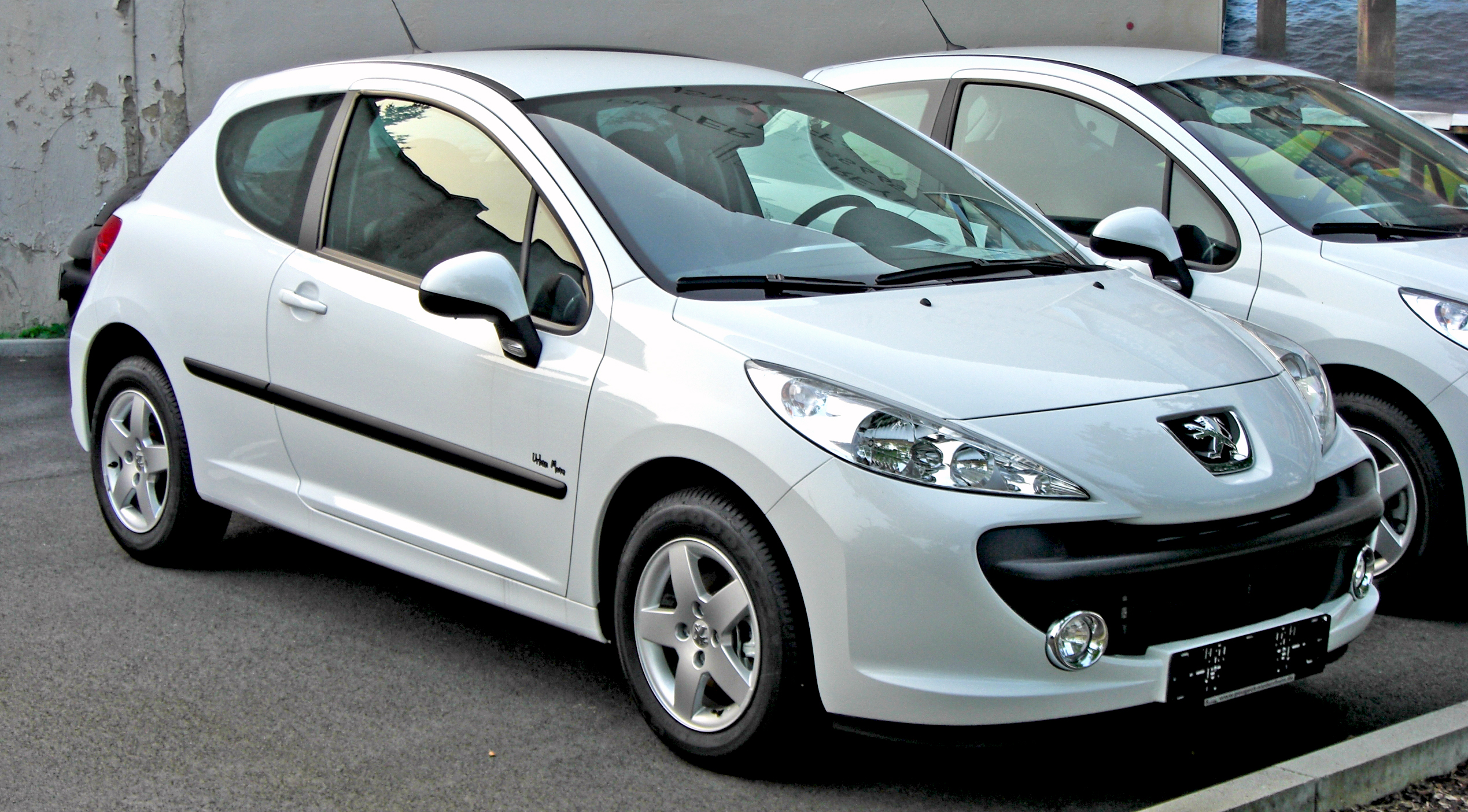
پژو ۲۰۷ هاچ‌بک سه در (قبل از فیس‌لیفت) نمای جلو
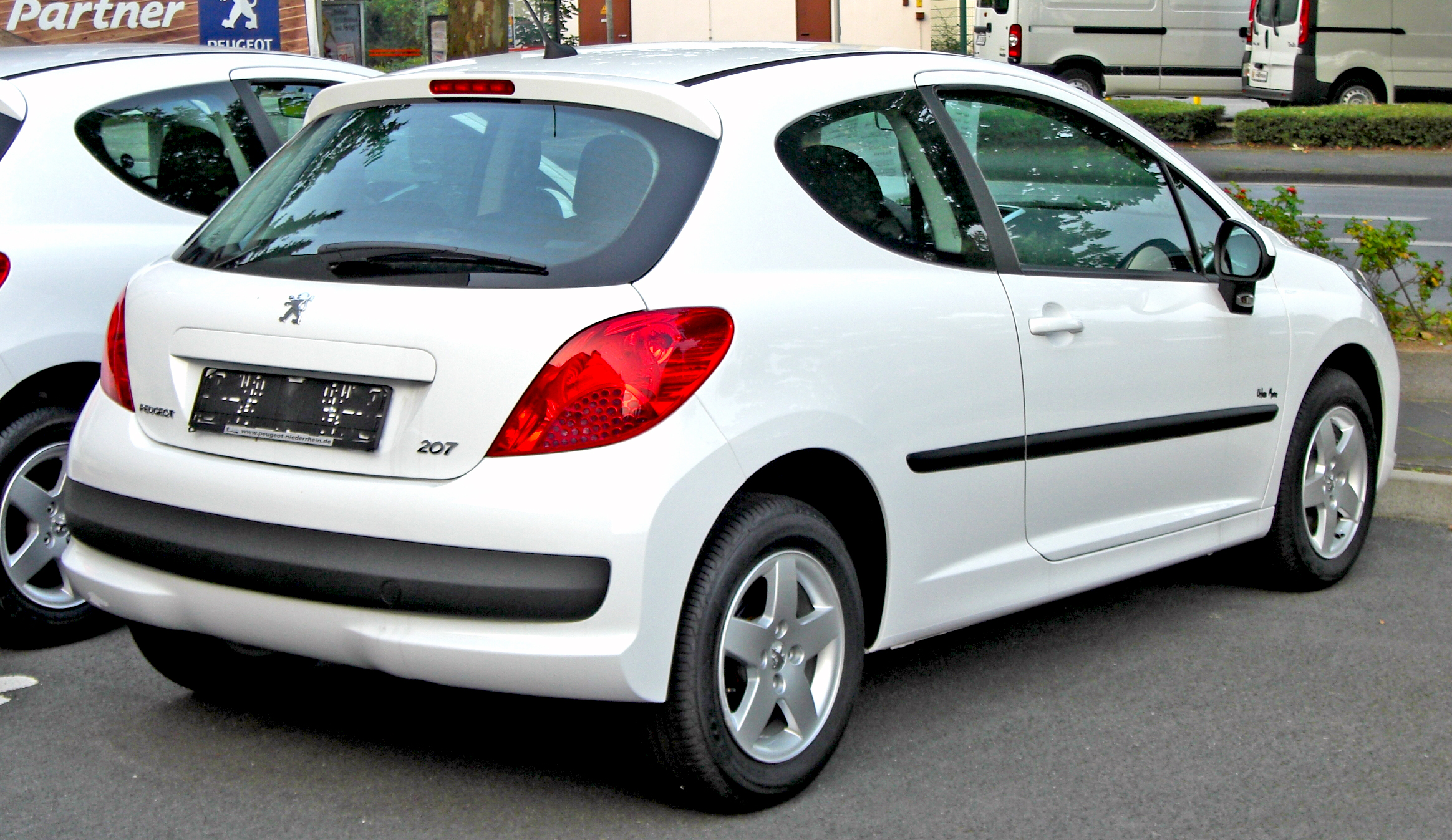
پژو ۲۰۷ هاچ‌بک سه در (قبل از فیس‌لیفت) نمای عقب
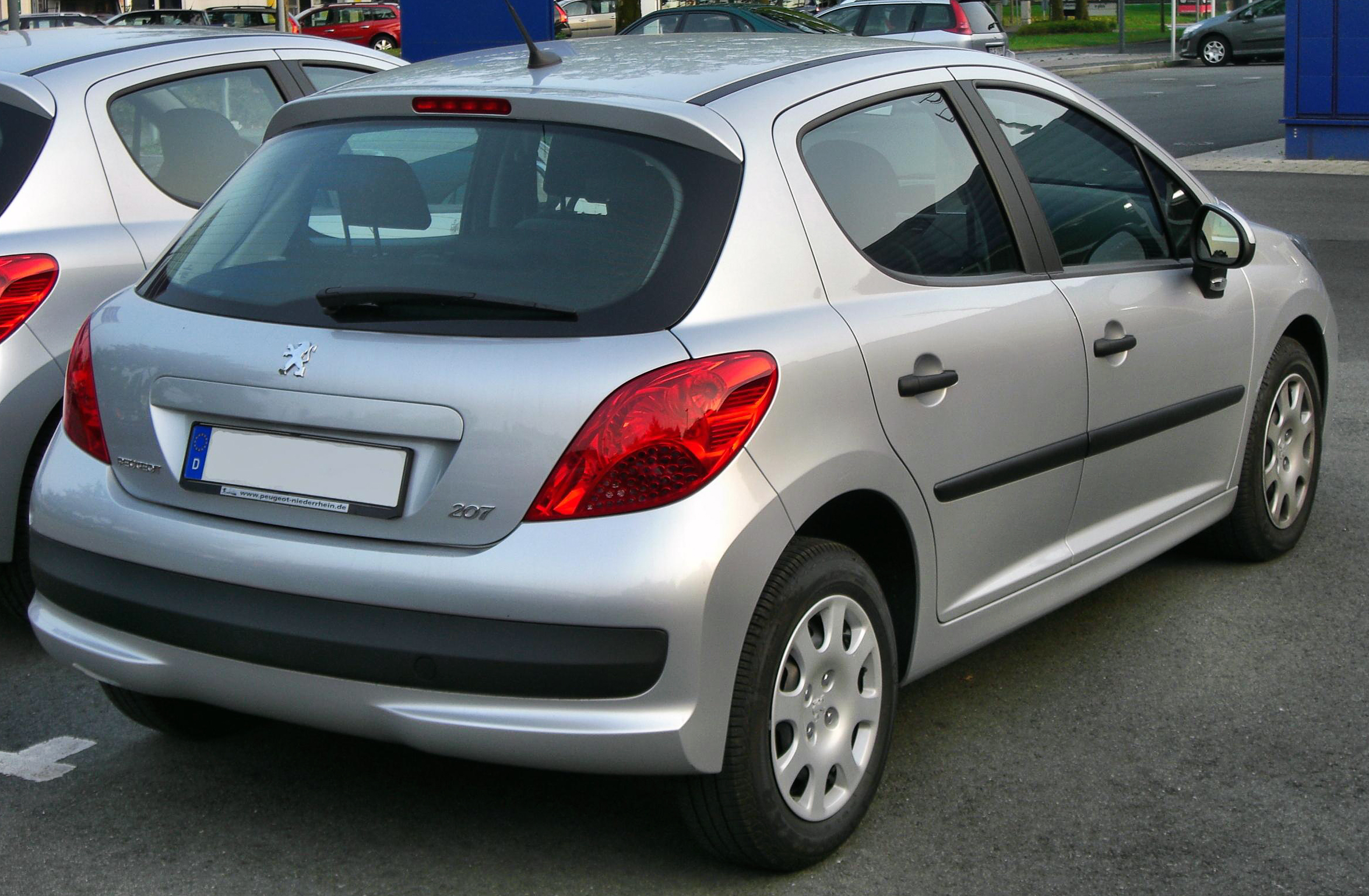
پژو ۲۰۷ هاچ‌بک پنج در (قبل از فیس‌لیفت)
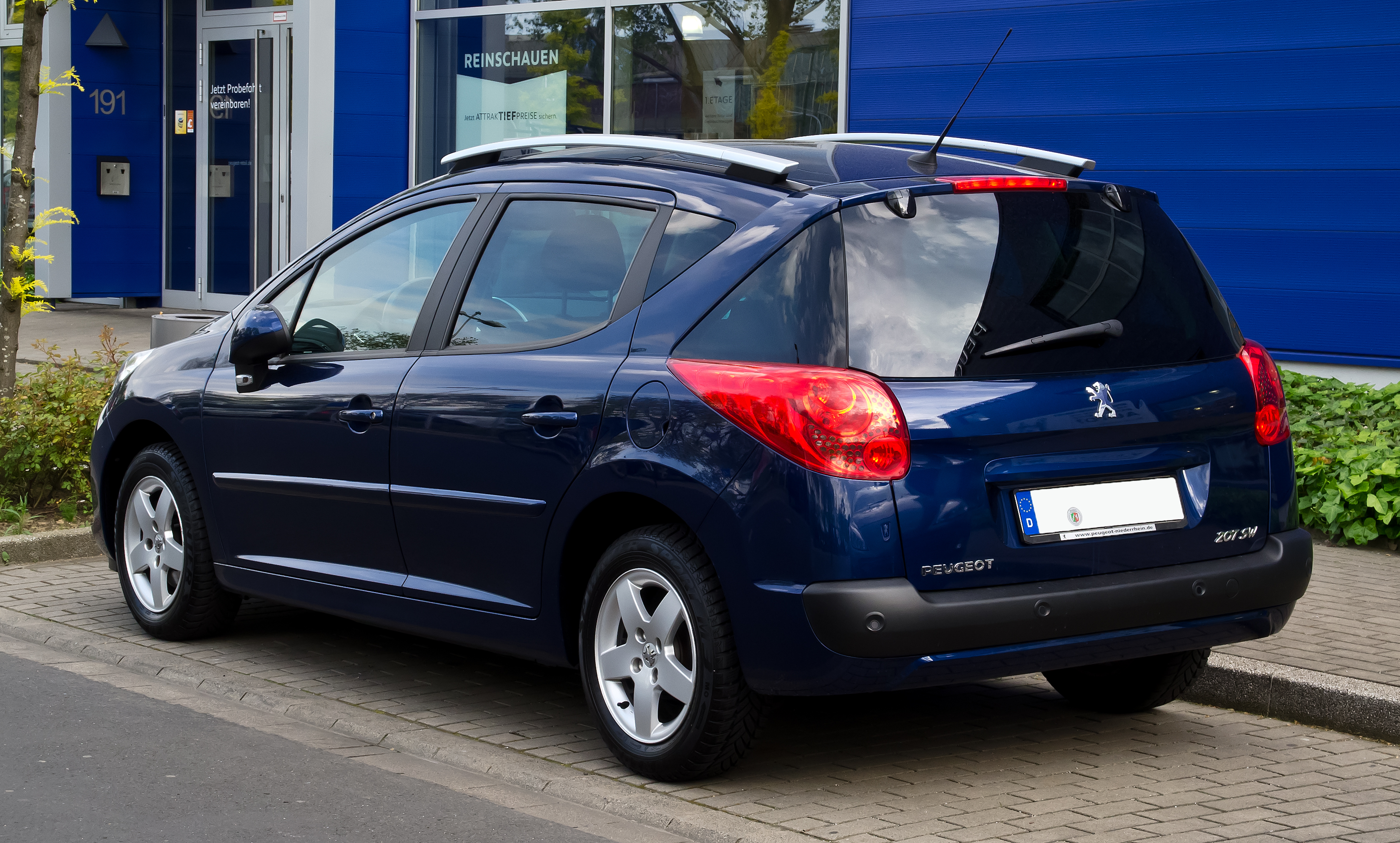
پژو ۲۰۷ استیشن (قبل از فیس‌لیفت)
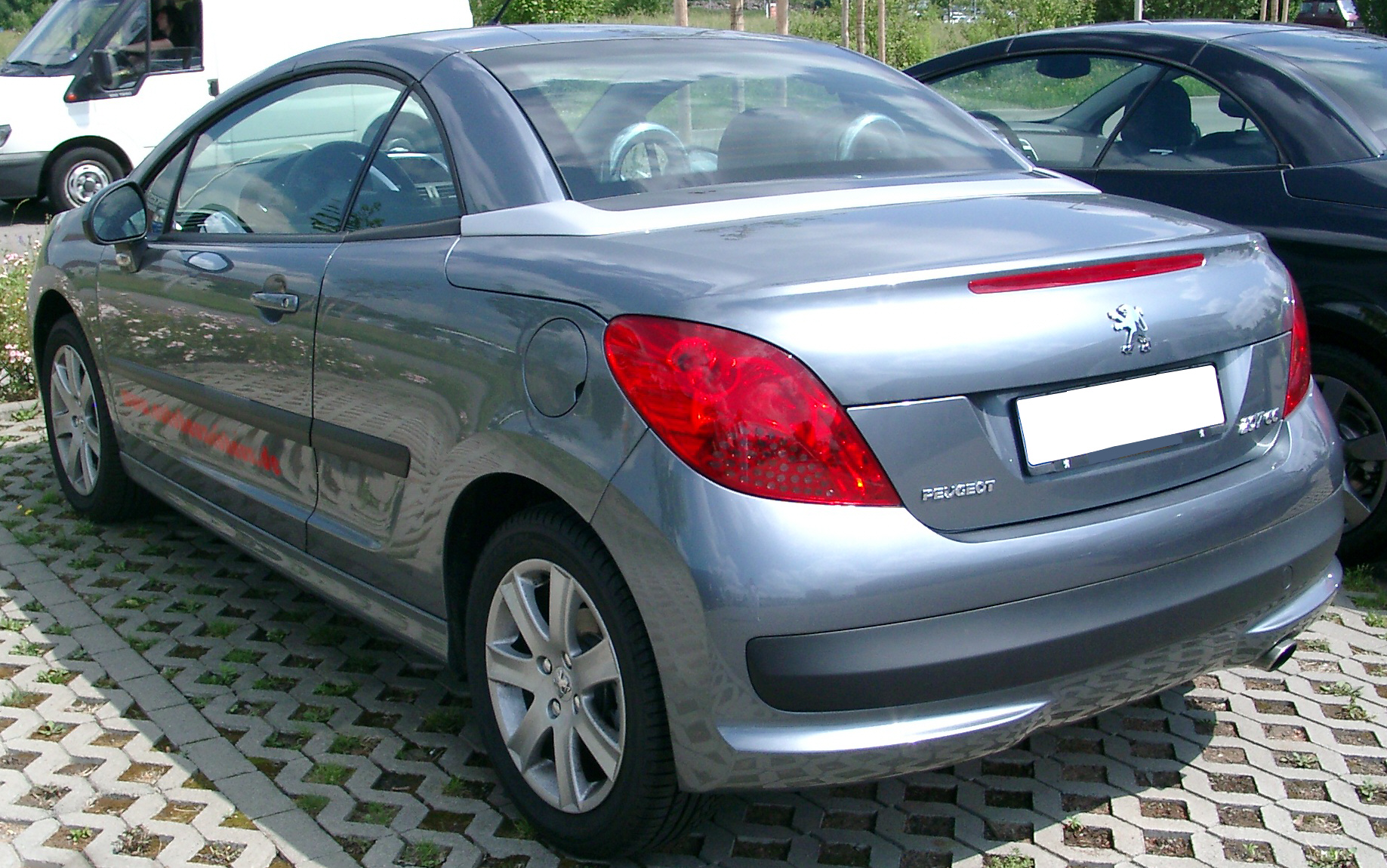
پژو ۲۰۷ سی‌سی (قبل از فیس‌لیفت)
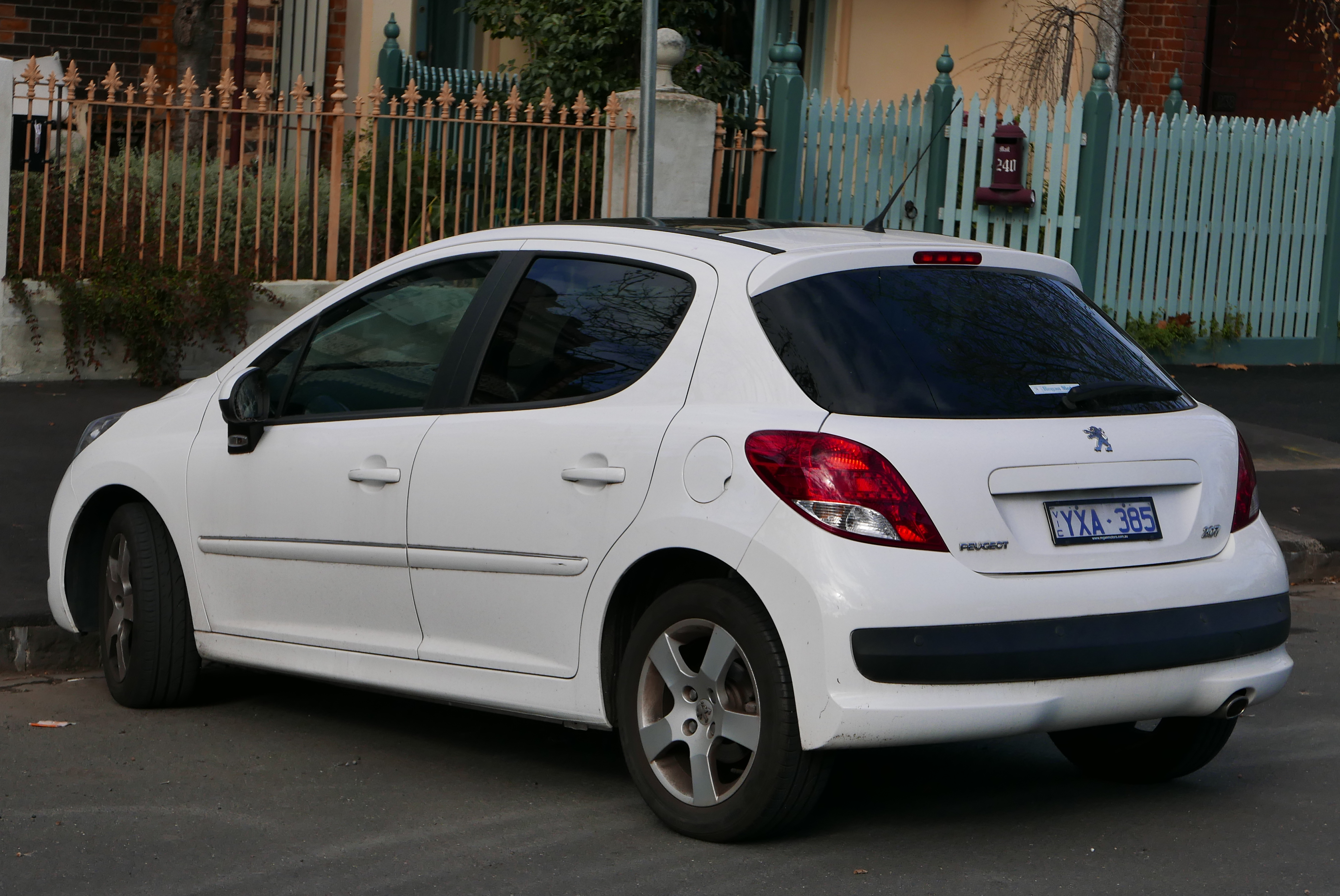
پژو ۲۰۷ هاچ‌بک پنج در (بعد از فیس‌لیفت)
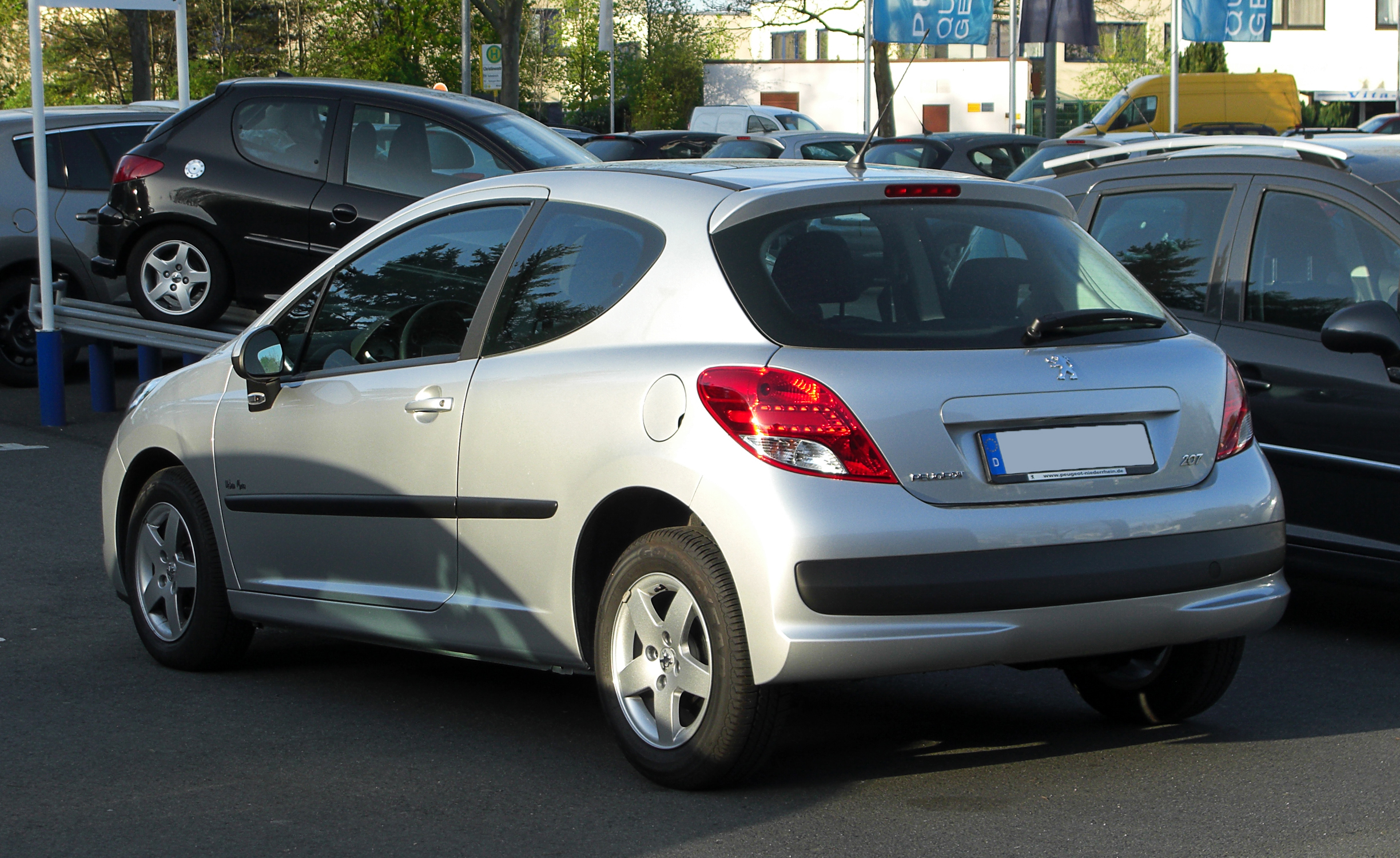
پژو ۲۰۷ هاچ‌بک سه در (بعد از فیس‌لیفت)
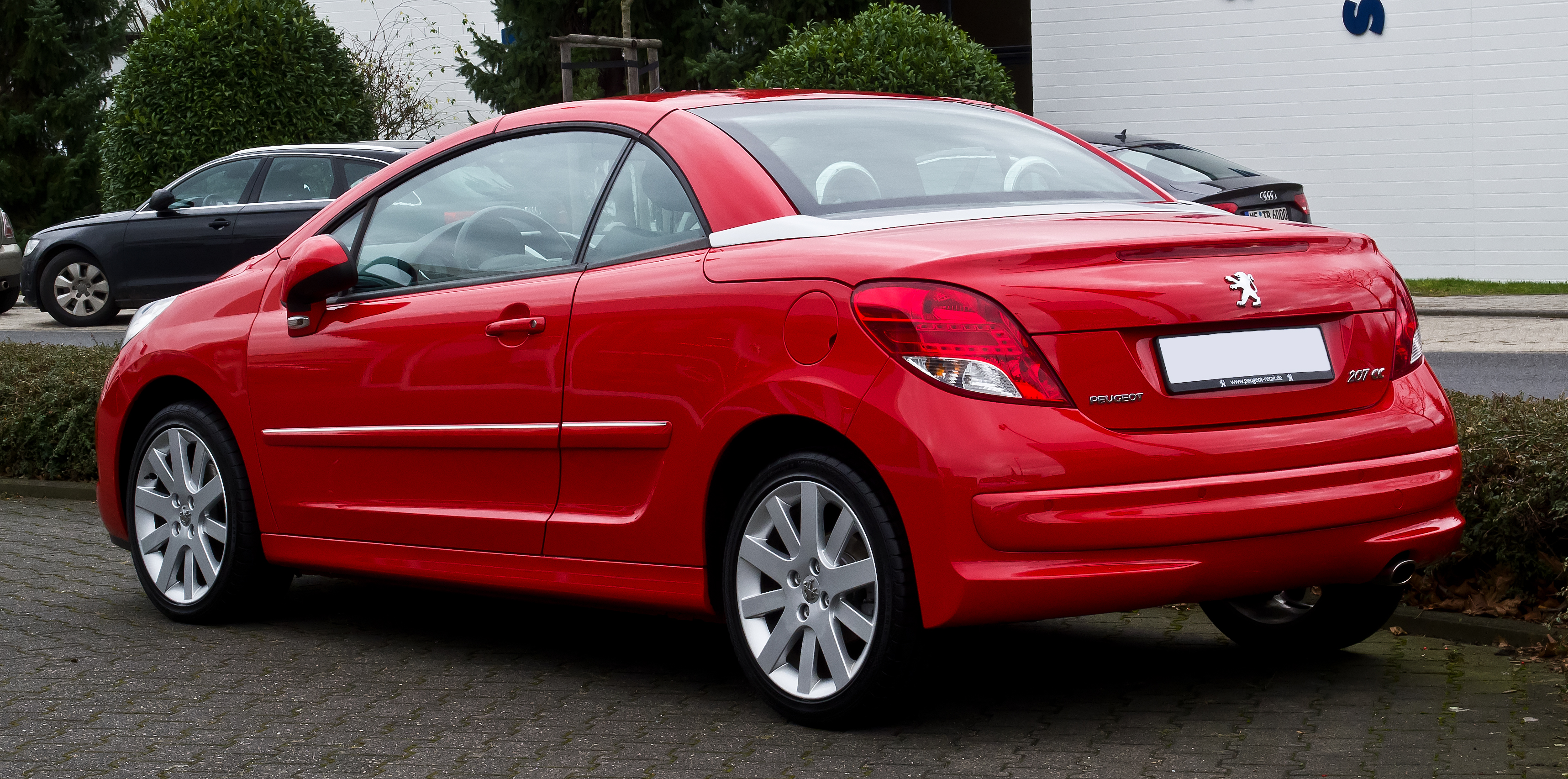
پژو ۲۰۷ سی‌سی (بعد از فیس‌لیفت)
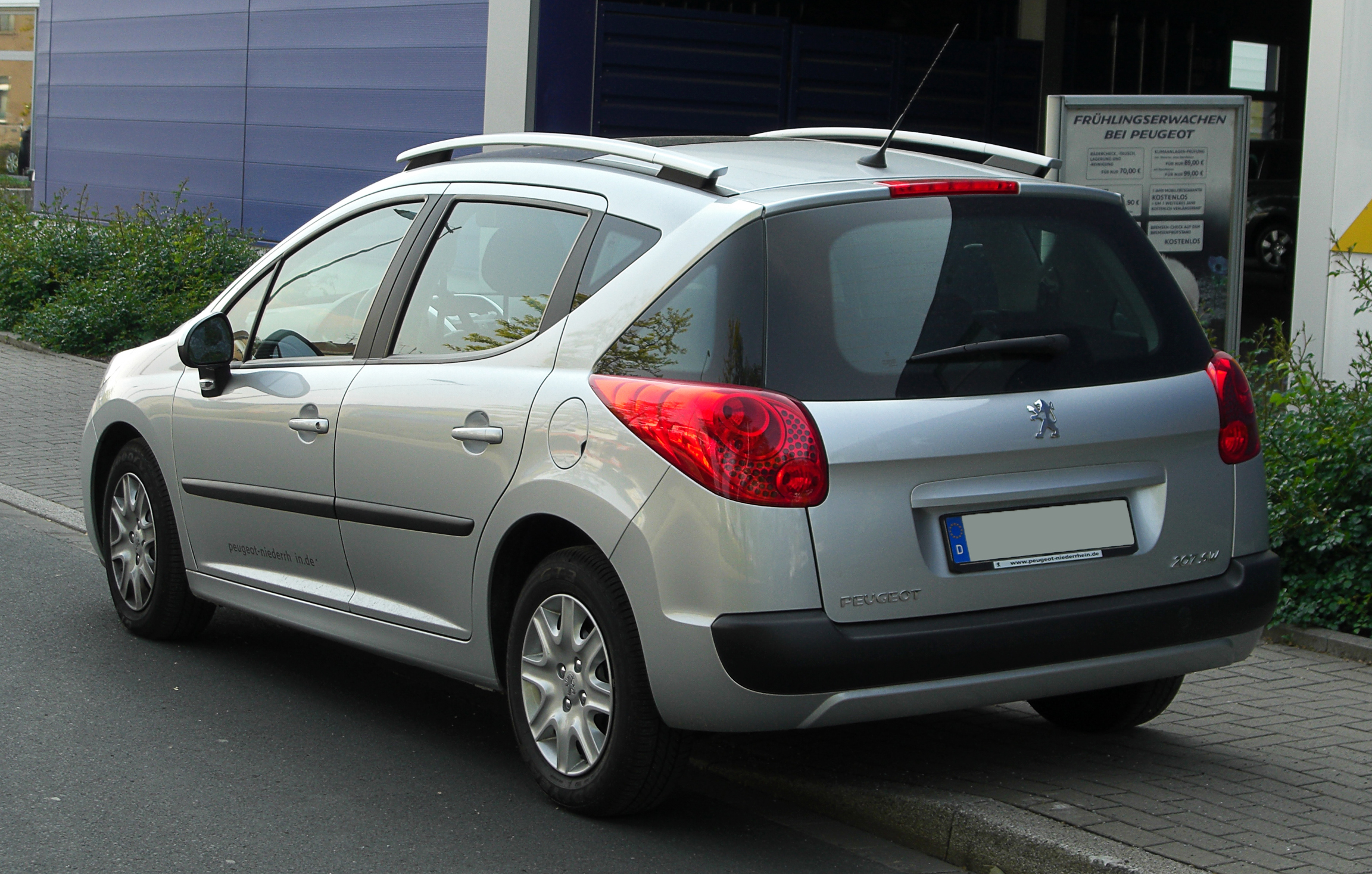
پژو ۲۰۷ استیشن (بعد از فیس‌لیفت)
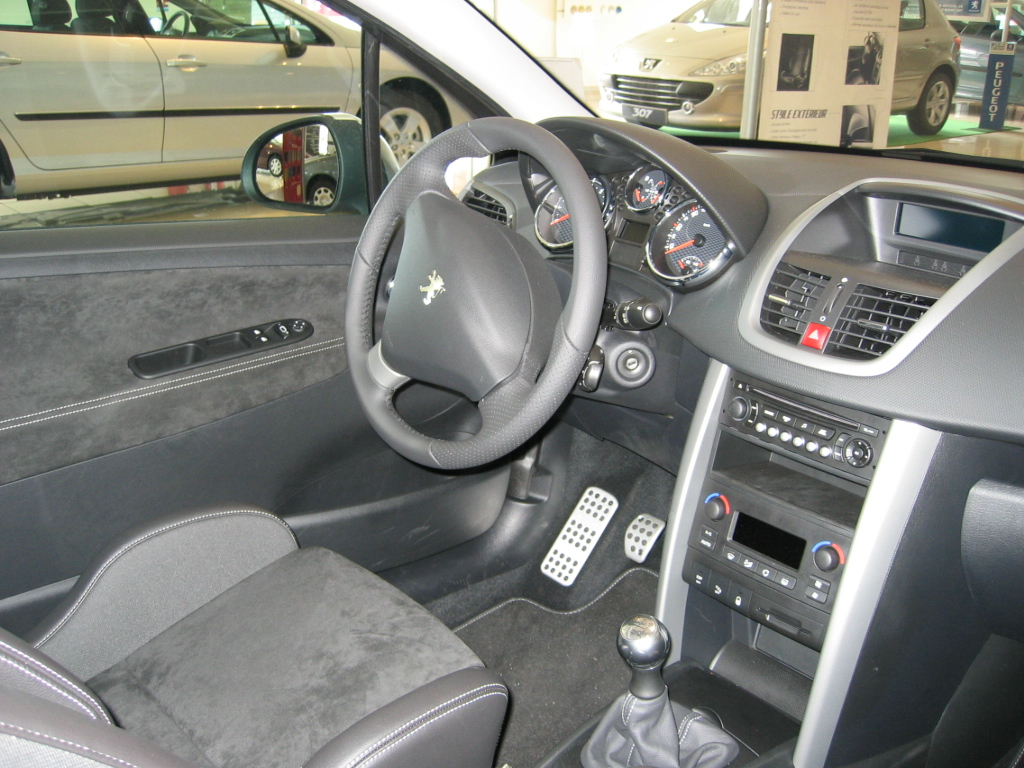
نمای داخلی پژو ۲۰۷

## بازخورد
پژو ۲۰۷ با نقدهای متفاوتی روبرو شد و با انتقاداتی برای طراحی داخلی، کیفیت گیربکس و هندلینگ آن مواجه شد که دو مشکل اخیر همچنین در نسخه GTI مشاهده شدند.
مجله اتوکار گفت که پژو ۲۰۷ هاچ‌بک «ایمن بازی می‌کند و به همین دلیل فاقد فریبندگی، جذابیت و تفاوت است». این خودرو به‌خاطر ارزش، ایمنی و استایلش مورد تحسین قرار گرفت. با وجود این، منتقدان نگران بودند که ثابت شود که این خودرو قابل اعتماد نباشد و یکی از شرکت‌های بیمه خودرو هم آن را چهارمین خودروی کم‌اعتماد نامید. نسخه CC بهتر مورد استقبال قرار گرفت و مجله خودرویی تخت‌گاز آن را به‌عنوان «مدلی جدید، مناسب و شایسته یکی از نسخه‌های اصلی … از نژاد قلع کابریو» توصیف کرد.
۲۰۷ علیرغم این بازخوردهای نه‌چندان مثبت، فروش خوبی در بریتانیا داشته‌است و در سال ۲۰۰۷ با بیش از ۶۷ هزار دستگاه فروش ششمین خودروی پرفروش در کل و سومین خودرو در بخش سوپرمینی بود.

## استفاده از نام
در چندین منطقه از جمله چین، آمریکای جنوبی، آسیای جنوب شرقی و ایران، مدل فیس‌لیفت شده پژو ۲۰۶ با نام پژو ۲۰۷ از نوامبر ۲۰۰۸ به بازار عرضه شده‌است. این مدل که بر اساس پلتفرم مدل قبلی یعنی پژو ۲۰۶ ساخته شده‌است دارای قسمت جلویی نسخهٔ فیس‌لیفت شده ۲۰۶+ است که شبیه پژو ۲۰۷ است. در بازار مشترک کشورهای آمریکای جنوبی، این نام برای مدل ۴ در، ۵ در و حتی مدل استیشن استفاده می‌شود.

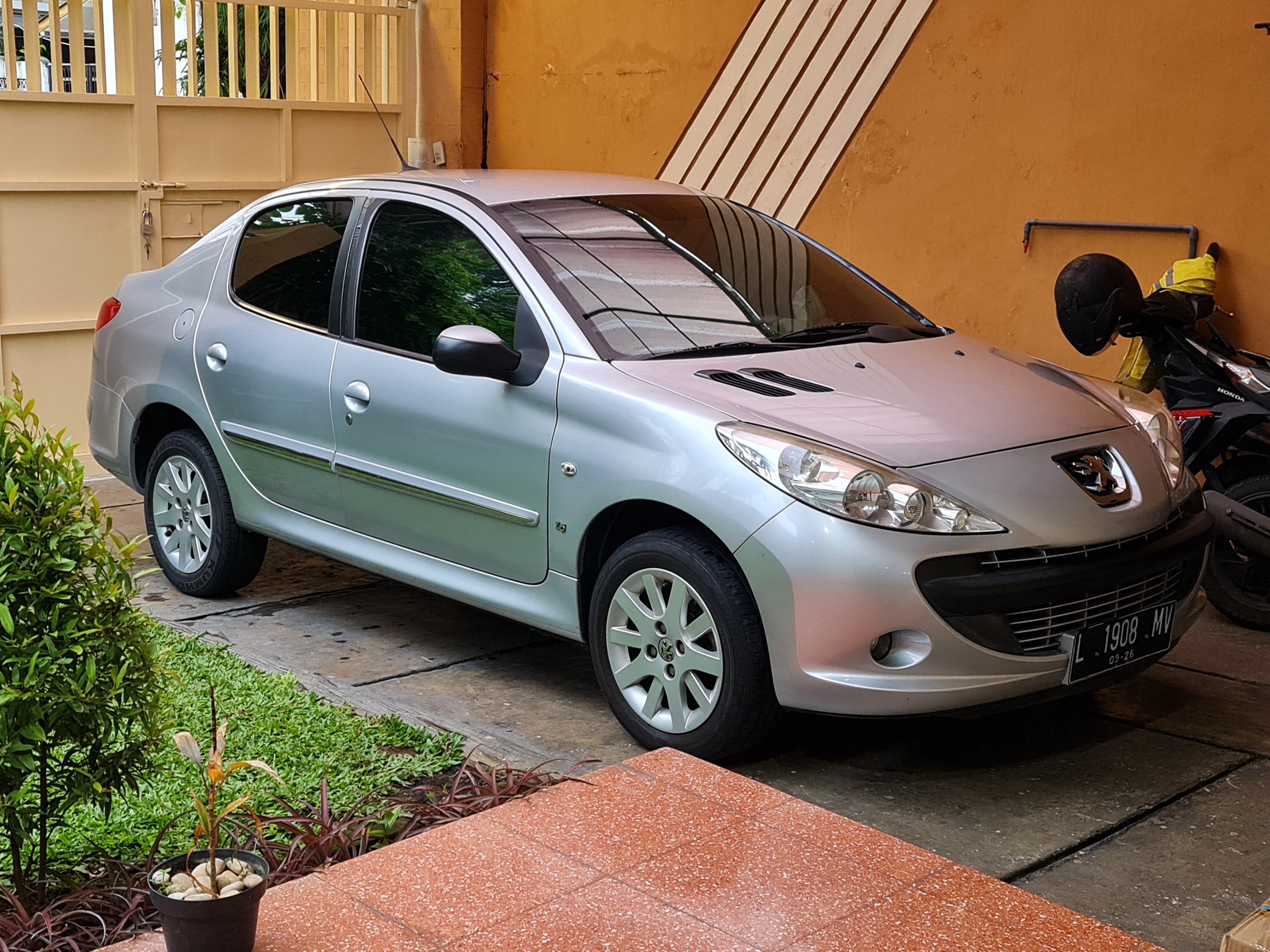
پژو ۲۰۷ ۱٫۶ سدان (اندونزی)، بر اساس پلت‌فرم پژو ۲۰۶
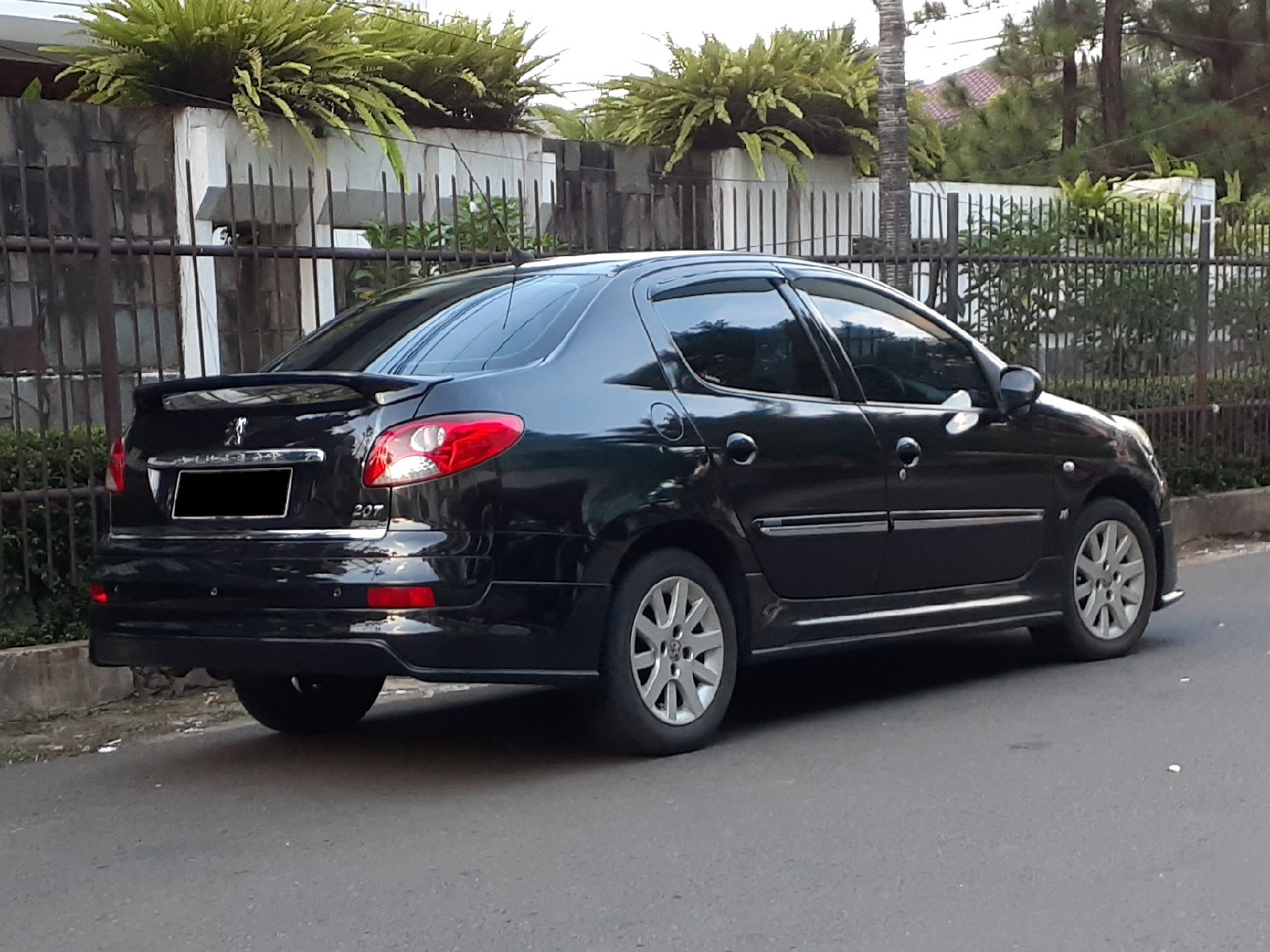
پژو ۲۰۷ ۱٫۶ سدان (اندونزی)، بر اساس پلت‌فرم پژو ۲۰۶
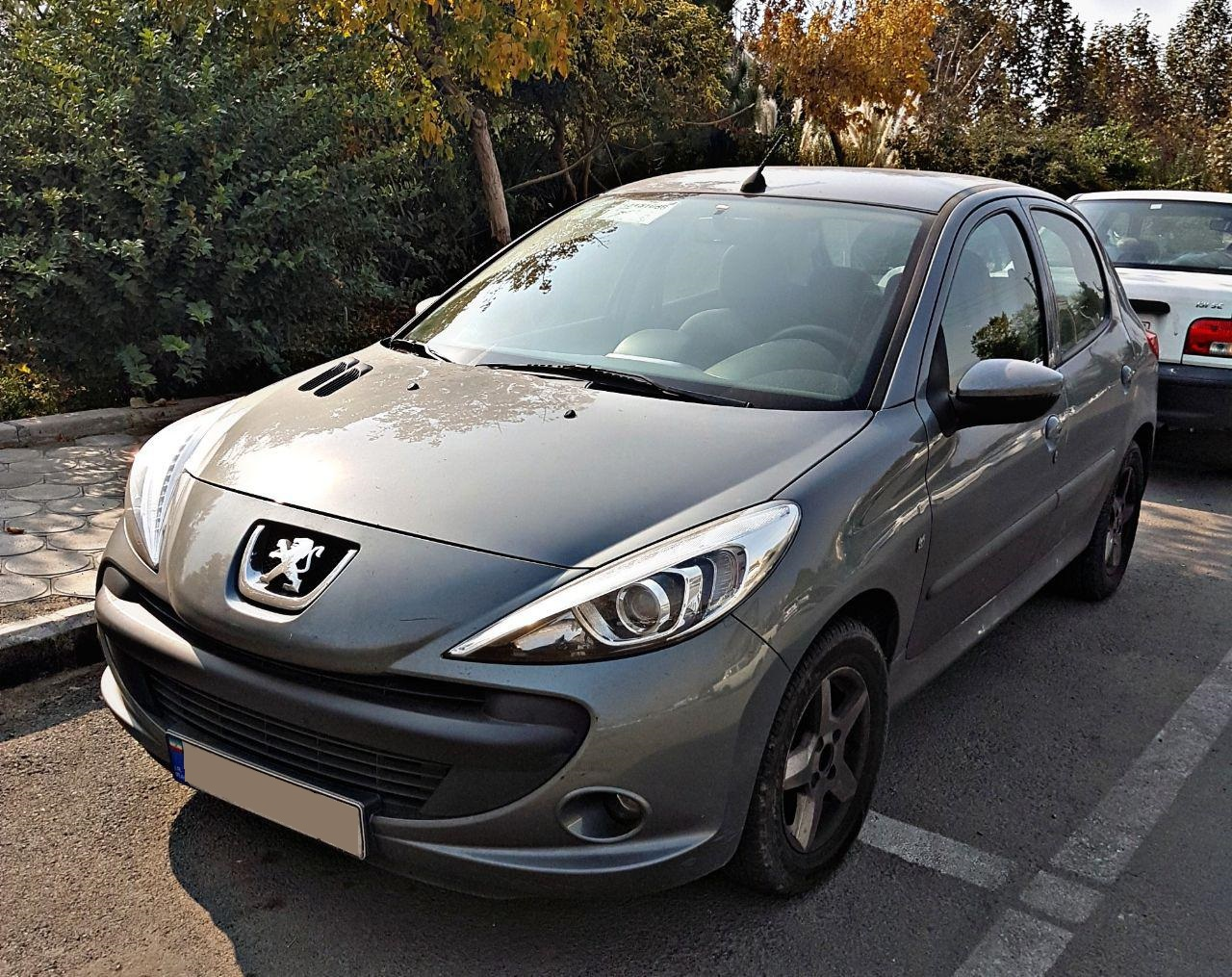
پژو ۲۰۷آی مونتاژ ایران
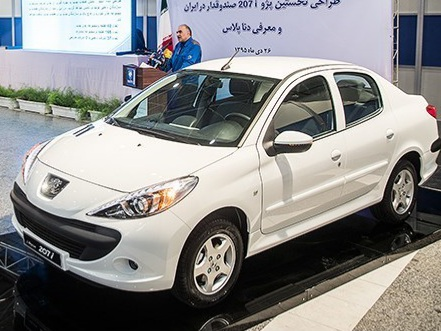
پژو ۲۰۷آی اس‌دی مونتاژ ایران

## آمار تولید و فروش
| سال  | تولید جهانی | فروش در سراسر جهان | یادداشت                                    |
| ---- | ----------- | ------------------ | ------------------------------------------ |
| ۲۰۰۵ | ن/م         | ۸۰۰                |                                            |
| ۲۰۰۶ | ن/م         | 300,500            |                                            |
| ۲۰۰۷ | ن/م         | 520,200            |                                            |
| ۲۰۰۸ | ن/م         | 468,300            |                                            |
| ۲۰۰۹ | 386,400     | 411,100            | پژو ۲۰۶+ معرفی شد.                         |
| ۲۰۱۰ | 344,900     | 353,100            |                                            |
| ۲۰۱۱ | 293,836     | 296,665            | کل تولید پژو ۲۰۷ به ۲٬۳۶۹٬۵۴۹ دستگاه رسید. |
| ۲۰۱۲ | 135,400     | 147,900            | کل تولید پژو ۲۰۷ به ۲٬۵۰۴٬۹۰۰ دستگاه رسید. |